# バオアン族
バオアン族 （保安族、英語:Bonan）は、中華人民共和国に居住するモンゴル系民族、中国政府によって認定された55個の少数民族の一つである。日本語ではボーナン族、ボウナン族とも表記する。大半がスンニー派イスラム教、一部青海省に住む少数がチベット仏教を信仰する。2000年の第5次全国人口普査統計では人口は16,505人で、中国政府が公認する56の民族の中で46番目に多い。人口の大半が甘粛省臨夏回族自治州積石山保安族東郷族撒拉族自治県、少数が同州内のその他の県及び青海省循化県に居住している。

## 起源
バオアン族は元代から明代にかけて青海に駐屯し、同治帝の治世時(1862年 - 1874年)に甘粛に定住し始めたムスリムのモンゴル兵士の末裔だと考えられている。

## 自治地方

### 自治県
- 甘粛省
  - 積石山バオアン族ドンシャン族サラール族自治県

## 言語
バオアン族はモンゴル諸語に属するバオアン語を話す。青海に住むバオアン族が話すバオアン語は甘粛に住む同族のものとは若干差異が存在する。これは青海に住むバオアン族がチベット語、甘粛に住むバオアン族が漢語（中国語）からそれぞれ影響を受けたからである。

## 文化
バオアン族の文化は付近に居住するドンシャン族（東郷族）及び回族のそれと多くの類似点を有している。
彼らの服装はチベット人、回族、ドンシャン族の服装の特徴を混合したものである。甘粛のバオアン族の女性は派手で明るい色の服装を好み、幅が広い多色のズボンを着用している。また、バオアン族の女性は婚姻状態により違う色のベールを着用し、既に結婚した者は黒色、未婚の者は緑色のベールを着用する。バオアン族の男性は頭を白色か黒色の布でターバンのように包み、白色の上着を着用する。
バオアン族は保安刀、または保安腰刀と呼ばれる上質のナイフを作成する技術で知られている。保安刀は外見が美しく、鋭利で耐久性にすぐれる。バオアン族の収入の一部はこのナイフの売り上げからである。そのほかに、バオアン族は農業や畜産業に従事している。